# Cień anioła
Cień Anioła (ang. Dark Angel) – amerykański serial fantastycznonaukowy stworzony przez Jamesa Camerona i Charlesa H. Eglee, wyprodukowany w latach 2000-2002, opowiadający o losach Max Guevary, genetycznie usprawnionego superżołnierza, zbiegłej z tajnego rządowego ośrodka. W główną rolę wcieliła się Jessica Alba. Serial był emitowany na FOX. 
W Polsce serial miał swoją premierę 7 listopada 2003 roku na kanale Polsat.

## Opis fabuły
Akcja serialu odbywa się w przyszłości, w której impuls elektromagnetyczny wytworzony przez terrorystów zniszczył większość komputerów, a z nimi bazy danych przechowujące większość informacji na świecie. To sprawiło, że USA spadło pod względem ekonomicznym na poziom krajów Trzeciego Świata. Krajem rządzi korupcja, wyzysk i walka o przetrwanie.
Wojskowe laboratorium genetyczne Manticore, otrzymało zadanie stworzenia genetycznie przystosowanych żołnierzy, charakteryzujących się: dużą sprawnością fizyczną, analitycznym umysłem, odpornością oraz wysoką inteligencją.
W 2009 dochodzi do buntu jednostek pod przywództwem młodego Zacka (X5-499) i dwunastu osobników ucieka z bazy wojskowej.
Cały dwusezonowy serial opowiada o losie jednej z X5, niejakiej Max Guevara. Dziewczyna mieszka w Seattle pracując jako kurier w firmie Jam Pony, a po godzinach dorabia kradzieżami. Dzięki "kociej" mutacji doskonale widzi w ciemności, porusza się szybko i bezszelestnie. Max – jak cała grupa X5 – ma jednak defekt. Jej organizm nie wytwarza serotoniny i należy ten niedobór uzupełniać tryptofanem.
Dzięki zbiegowi wypadków spotyka Logana Cale'a, który buntuje się przeciw aktualnej sytuacji. Dzięki spadkowi po rodzicach stara się naprawiać świat pomagając różnym osobom i nadając krótkie, nielegalne wiadomości demaskujące korupcję, wyzysk i różnego rodzaju przekręty. Logan robi to pod kryptonimem "Eyes Only", podczas audycji jego twarz jest częściowo zasłonięta, a pasmo nadawania szyfrowane. Max zaczyna współpracować z Loganem, sprawdzając  informacje, do których on nie może dotrzeć (w pilocie serialu został postrzelony i od tej pory nie może chodzić) w zamian za informacje o losie pozostałych zbiegów z Manticore.
Oprócz tego zbiegów ściga niezmordowany Lydecker, który był odpowiedzialny za eksperyment. Jeśli nie zdoła złapać zbiegów, straci posadę.

## Obsada
- Jessica Alba – Max Guevara/X5-452
- Michael Weatherly – Logan Cale
- Richard Gunn – Sketchy
- Valarie Rae Miller – Cynthia 'Original Cindy' McEachin
- John Savage – Donald Michael Lydecker
- Jensen Ackles – Alec/X5-494
- Kris Pope – Rafer
- Alimi Ballard – Herbal Thought
- Kevin Durand – Joshua
- Tiffani Thiessen – Tanya Paris
- J.C. MacKenzie – Reagan 'Normal' Ronald
- Jesse Hutch – Gill Guy
- Martin Cummins – Ames White
- Jennifer Blanc – Kendra Maibaum
- Stanley Kamel – Edgar Sonrisa
- Stephen Lee – Dan Vogelsang
- Kristin Bauer – Lydia Meyerson
- Paul Popowich – Darren McKennon
- Douglas O'Keeffe – Bruno Anselmo
- Sarah-Jane Redmond – Lauren Braganza
- Ashley Scott - Asha Barlow

## Produkcja
Jedną z inspiracji Camerona przy tworzeniu serialu była manga Battle Angel Alita.

## Odcinki
| Sezon | Sezon | Odcinki | Oryginalna emisja   | Oryginalna emisja | Oryginalna emisja | Oryginalna emisja | Oryginalna emisja |
| Sezon | Sezon | Odcinki | Premiera sezonu     | Finał sezonu      | Premiera sezonu   | Finał sezonu      |                   |
| ----- | ----- | ------- | ------------------- | ----------------- | ----------------- | ----------------- | ----------------- |
|       | 1     | 22      | 3 października 2000 | 22 maja 2001      | 10 maja 2013      | 7 czerwca 2013    |                   |
|       | 2     | 21      | 28 września 2001    | 3 maja 2002       | 10 czerwca 2013   | 8 lipca 2013      |                   |